# Palmorchis lobulata
Palmorchis lobulata là một loài thực vật có hoa trong họ Lan. Loài này được (Mansf.) C.Schweinf. & Correll mô tả khoa học đầu tiên năm 1940.